# Variovorax ureilyticus
Variovorax ureilyticus es una bacteria gramnegativa del género Variovorax. Fue descrita en el año 2018. Su etimología hace referencia a disolución de urea. Es aerobia y móvil por flagelo polar. Tiene un tamaño de 0,5-0,6 μm de ancho por 1,5-2 μm de largo. Catalasa y oxidasa positivas. Forma colonias irregulares, umbonadas y de color amarillo pálido en agar R2A tras 3 días de incubación. No crece en agar LB ni MacConkey. Temperatura de crecimiento entre 10-37 °C, óptima de 28-30 °C. Se ha aislado de una muestra de suelo en Corea del Sur. 